# Alan Bissett
Alan Bissett (* 17. listopadu 1975 Hallglen, Skotsko) je skotský spisovatel, dramatik, dokumentarista a scenárista. Mezi jeho první díla patří romány Boyracers (o městské kultuře teenagerů na počátku tisíciletí) a The Incredible Adam Spark. Další autorovy romány jsou Pack Men nebo Death of Ladies' Man. Založil také organizaci, která podporuje Skotskou nezávislost. Alan Bisset a Malcolm Middleton (zpěvák a skladatel) společně spolupracovali na písni The Rebel On His Own Tonight, která byla součástí alba Ballads of the Book. Album obsahovalo písně, které vznikaly ve spolupráci skotských spisovatelů a hudebníků.
V České republice se účastnil literárního festivalu Měsíc autorského čtení 2014, který pořádá brněnské nakladatelství a agentura Větrné mlýny. Tato agentura natočila pro Českou televizi cyklus “Skotská čítanka – Don't Worry – Be Scottish” - díl s Alanem Bissettem režíroval Břetislav Rychlík. Záznam z autorova čtení je k nahlédnutí zde.

## Díla

### Knihy
- Boyracers (2001)
- The Incredible Adam Spark (2005)
- Death of Ladies' Man (2009)
- Pack Men (2011)

### Antologie
- Damage Land: New Scottish Gothic Fiction (2001; editor)
- In the Event of Fire: New Writing Scotland 27 (2009; spolueditor)
- Stone Going Home Again: New Writing Scotland 28 (2010; spolueditor)
- The Year of Open Doors (2010)
- The Flight of the Turtle: New Writing Scotland 29 (2011; spolueditor)